# Scuola di football
Scuola di football (1st & Ten) è una serie televisiva statunitense creata da Carl Kleinschmitt e trasmessa originariamente dalla HBO.

## Trama
Composta da 80 episodi divisi in 7 stagioni, la serie raccontava le avventure dei California Bulls, una fittizia squadra di football americano che aveva la particolarità di essere la prima società di sport professionistico negli Stati Uniti ad essere di proprietà di una donna.

## Episodi
| Stagione         | Episodi | Prima TV USA | Prima TV Italia |
| ---------------- | ------- | ------------ | --------------- |
| Prima stagione   | 13      | 1984-1985    |                 |
| Seconda stagione | 10      | 1986-1987    |                 |
| Terza stagione   | 13      | 1987         |                 |
| Quarta stagione  | 14      | 1988-1989    |                 |
| Quinta stagione  | 14      | 1989-1990    |                 |
| Sesta stagione   | 16      | 1990-1991    |                 |